# Бунго (провинция)
Бунго (яп. 豊後国 Бунго-но-Куни, «страна Бунго») — историческая провинция Японии в регионе Кюсю на востоке острова Кюсю. Соответствует территории современной префектуры Оита.

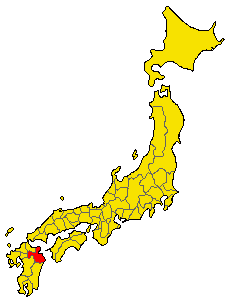
Провинция Бунго (выделена красным)

Издавна Бунго была частью государства Тоёкуни (яп. 豊国), в VII веке была поделена монархами Ямато на две административные единицы — Бунго (豊后, «заднее Тоёкуни») и Будзэн (豊前, «переднее Тоёкуни»). Провинциальное правительство размещалось на территории современного города Оита.
С XV века провинцией владел род Отомо. За время его правления в XVI веке в землях провинции распространилось христианство, которое принял глава этого рода Отомо Сорин. В конце XVI века Бунго была распределена между различными владельцами. Большую её часть получил род Курода.
В 1871 году в результате административной реформы провинция Бунго была преобразована в префектуру Оита.

## Уезды
- Амабе (海部郡)
- Кунисаки (国埼郡)
- Кусу (球珠郡)
- Наоири (直入郡)
- Оита (大分郡)
- Оно (大野郡)
- Хаями (速见郡)
- Хита (日高郡)

## Источник
- 『角川日本地名大辞典』全50巻,东京:角川书店,1987-1990 («Большой словарь названий местностей Японии издательства Кадокава» В 50 томах, Токио: Кадокава сьотен, 1987—1990)